# Chehel Sotoun

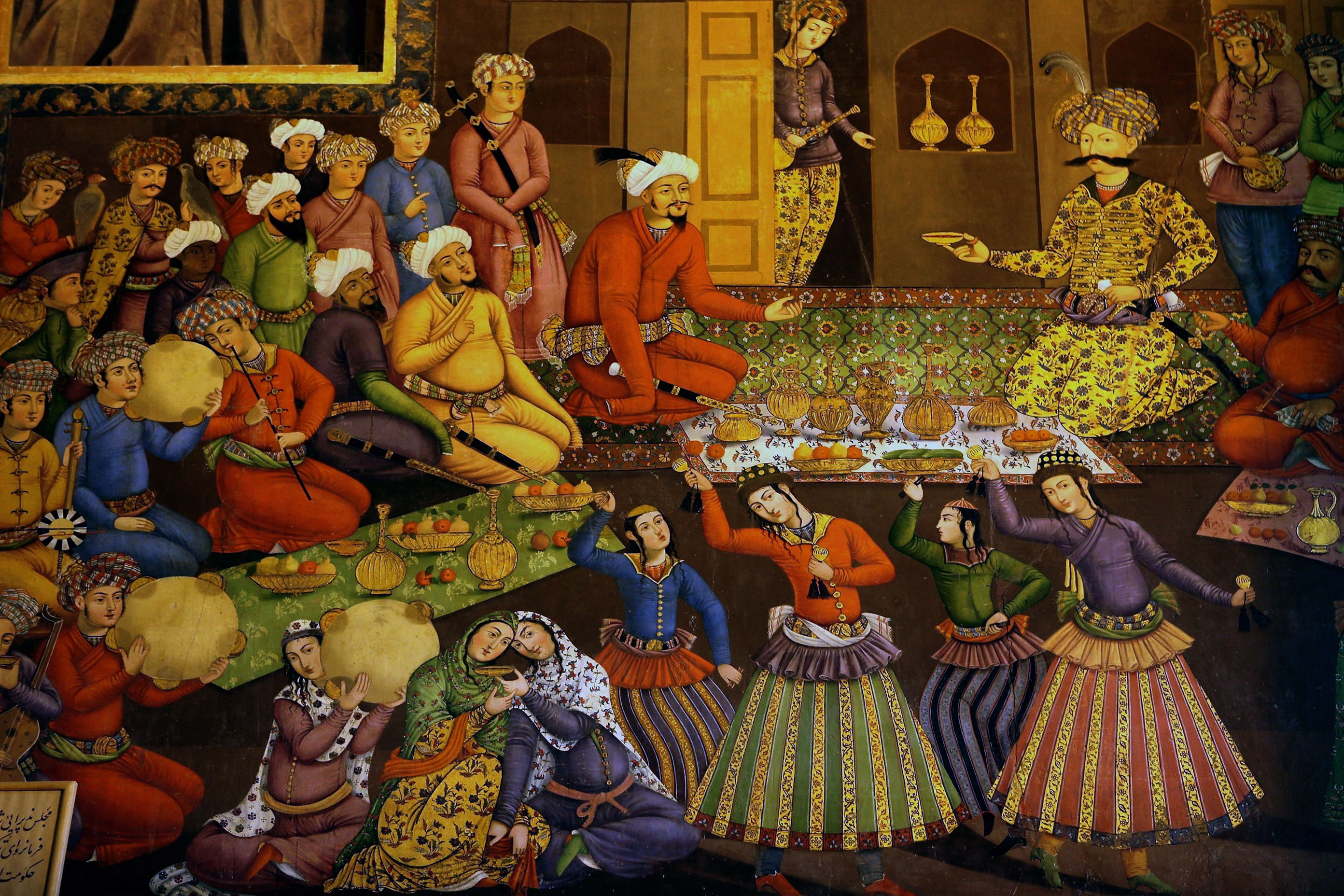
'Sjah Abbas I onderhoudt gasten'. Schilderij in Chehel Sotoun van een officieel banket aan het hof van Sjah Abbas I met eten, wijn, muziek en dansers.

Chehel Sotoun (ook wel Chehel Sotoon, Perzisch: چهل ستون) is een paleis in Isfahan, Iran dat in de 17e eeuw gebouwd is door sjah Abbas de Grote. Het paleis werd gebruikt om de gasten van de sjah te ontvangen bij feesten en recepties. Het paleis is gelegen in een Perzische tuin, aan de korte zijde van een rechthoekige vijver. Deze tuin werd in 2011 als een van de voorbeelden van een Perzische tuin erkend als werelderfgoed.
De naam betekent 'Veertig Zuilen' in het Perzisch en komt van de weerspiegeling in de vijver van de twintig slanke houten zuilen van de entree. De twintig echte zuilen en de twintig weerspiegelde geven het paleis haar naam.
Het paleis is met name beroemd om de verschillende schilderingen. De islamitische kunst is in het algemeen aniconisch en afgebeelde figuren zijn zeldzaam. De schilderingen in dit paleis vormen daarop een uitzondering.